# Xesús Constela
Xesús Constela Doce (Ferrol, La Coruña, 1963) es un escritor español en lengua gallega.

## Trayectoria
Estudió Filología inglesa  en la Universidad de Salamanca, donde también participó en revistas de creación literaria. Residente en San Xoán de Poio, fue profesor de lengua inglesa hasta 2022 y colaborador habitual del suplemento Nordesía del Diario de Ferrol entre los años 2004 y 2009.

## Obra
Ganador de la XV edición del Premio Torrente Ballester fallado en La Coruña en diciembre de 2003 con el libro de relatos As humanas proporcións, que configuran una propuesta literaria en la que surge un nuevo territorio narrativo para la lengua gallega, con un lenguaje, en palabras de la crítica, arriesgado y efectivo. La obra fue publicada por la Editorial Galaxia en 2004 y galardonada en 2004 con el Premio de la Crítica de narrativa gallega.
En 2007 publica con Editorial Galaxia la novela Libro das alquimias, dedicada a sus hijos, donde presenta la historia de un niño que descubre en el bajo de su casa la presencia de un misterioso anciano que acabará por cambiar su vida para siempre.
En 2008 recibe el Premio García Barros por su novela Shakespeare destilado (Editorial Galaxia, 2008), una metáfora irónica en clave humorística sobre el mundo de la literatura. Se trata de un extenso monólogo escrito en un lenguaje directo y coloquial que pone en duda la ficción tradicional como convención jugando con la tradición literaria de William Shakespeare.
En 2008, bajo el título de Como se fixo o primeiro alfabeto, publica en Edicións Embora la traducción y adaptación de dos cuentos de 
Rudyard Kipling.
En 2012 publicó la novela 15.724 en Edicións Xerais de Galicia. Se trata de un alegato contra las oligarquías. Con un enorme poder metafórico, la novela nos traslada a una Patria «asentada a lomos de un ave dormida» que está presidida por la figura del Gran Mariscal y tiene como símbolo intocable el armadillo de su bandera. Este es el contexto en el que se desarrollan las vivencias de una familia, marcada ciertamente por un destino negativo, donde lo más relevante tal vez no resida en las idas y vueltas que se nuclean alrededor de un supuesto crimen, sino en la llamada de atención alrededor de las verdaderas intenciones que rigen los resortes del mecanismo judicial vigente en aquel espacio y, en general, del conjunto de normas y reglas impuestas desde la instancia de un poder intocable y tantas veces arbitrario.
En 2014 publicó la novela Apoteose das perchas en Edicións Embora, un "divertimento napolitano" escrito en clave de humor e ironía donde un personaje muy singular, el mendigo Tommaso Bonnano, un día decide darle una paliza a un personaje que pasa por la calle donde vive en la ciudad de Nápoles. A través del interrogatorio que la policía le hace tras su detención conocemos su particular visión del mundo. 
Desde el año 2021 publica artículos sobre viajes en el periódico digital Pontevedra Viva en una sección propia titulada Retallos de Mundo.

### Narrativa
- As humanas proporcións, 2004, Galaxia.
- Libro das alquimias, 2007, Galaxia.
- Shakespeare destilado, 2008, Galaxia.
- Shakespeare destilado (en castellano), 2013, Pulp Books.
- 15.724, 2012, Xerais.
- Apoteose das perchas, 2014, Embora.
- A rotura das paisaxes, 2016, Xerais.
- Apoteosis de las perchas, (en castellano), 2017, Pulp Books
- Lisa deitada, 2018, Embora.
- O peso do cerebro, 2021, Xerais
- Doce voz de Megafonía, 2025, Xerais

### Traducciones
- Como se fixo o primeiro alfabeto, de Rudyard Kipling, 2008, Edicións Embora.

### Obras colectivas
- Pontevedra, laranxeiras e limoeiros, 2015, Ayuntamiento de Pontevedra/Galaxia.
- Plug and play. Antoloxía galega de ficción erótica, 2015, Urco Editora.
- Contos do Sacaúntos. Romasanta, o reo, 2017, Urco Editora/Fundación Vicente Risco.
- Contos do Sacaúntos. Romasanta e as mulleres, 2018, Dr. Alveiros/Fundación Vicente Risco.
- Contra o vento. 30 anos do premio Manuel García Barros, 2018, Galaxia.
- Miño. Antoloxía do relato galego actual, 2023, Xerais.

### Premios
- Premio Torrente Ballester en 2003, por As humanas proporcións.
- Premio de la Crítica de la Asociación Española de Críticos Literarios en 2005, por As humanas proporcións.
- Premio García Barros en 2008, por Shakespeare destilado.